# ATMA Classique
ATMA Classique est une maison de disques indépendante canadienne de musique classique, basée à Montréal, au Québec. ATMA Classique accueille les artistes québécois et les artistes internationaux.

## Histoire
ATMA Classique est fondée en 1994 à Montréal par Johanne Goyette. Le catalogue de l'étiquette compte plus de 700 parutions diversifiées, allant de la musique médiévale à la musique contemporaine en passant par la musique baroque, les musiques du monde, le tango, la musique chorale, la musique romantique, l'opéra, la chanson et les œuvres symphoniques. Les albums sont distribués dans 25 pays et sur toutes les plateformes d'écoute en ligne.
Le 1er avril 2020, ATMA Classique est acquise par le groupe Ad Litteram, fondé par Guillaume Lombart en 1998. 
Quelques enregistrements sont récompensés par des prix Juno, prix Opus et des prix Felix.

## Artistes principaux
Les artistes et groupes principaux comprennent notamment : Agathe Martel (soprano), Les Voix Humaines, Marianne Fiset (soprano), Marie-Josée Lord (soprano), les orchestres de Laval et Québec, Suzie LeBlanc (soprano), Valérie Milot (harpiste), Vincent Lauzer (flûtiste), Yannick Nézet-Séguin (chef) et Yves-G. Préfontaine (claveciniste et organiste).